# Caraguatay (Argentina)

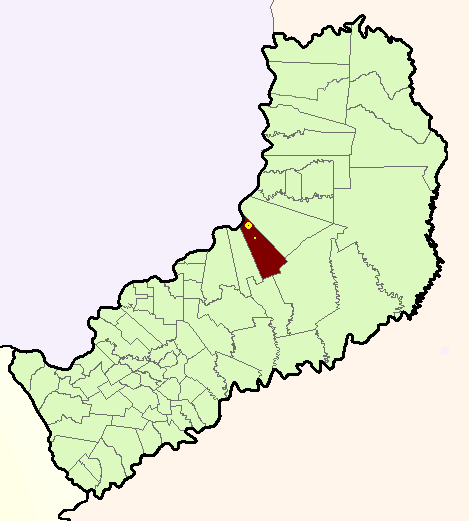
Área del municipio de Caraguataý, en la Provincia de Misiones; el punto pequeño representa la localidad de Tarumá.

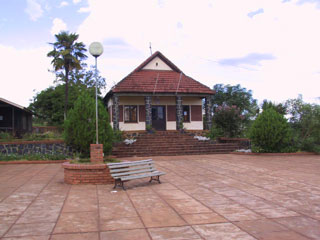
Municipalidad de Caraguataý.

Caraguatay o Caraguataí es una localidad y municipio argentino de la provincia de Misiones, ubicado dentro del departamento Montecarlo.
Aunque la colonia se encuentra poblada desde 1909, recién en 1940 se formó la primera Comisión de Fomento. A comienzos del siglo XXI los principales ingresos son el cultivo de yerba mate, la forestación y en creciente importancia la ganadería. 
El municipio contaba con una población de 3287 habitantes, según el censo de 2001 (INDEC). Dentro del municipio se encuentra también el núcleo urbano de Tarumá.

## Toponimia
Su nombre proviene del idioma guaraní: la caraguatá (correctamente escrito: "karaguata") es un tipo de planta bromeliácea; e "y" significa agua. Se podría interpretar como "Karaguata de Agua" (Karaguatay).

## Población
El municipio cuenta con una población de 3.378 habitantes, según el censo del año 2010 (INDEC). Dentro del municipio se encuentra también el núcleo urbano de Tarumá.
En Puerto Caraguatay existe aún hoy en día la casa en la que vivieron la pareja de Ernesto Guevara Lynch y Celia de la Serna mientras ella estaba embarazada de quien sería luego conocido como el Che Guevara. Poseían cerca de esta localidad una plantación de yerba mate, por lo cual el guerrillero pasó los primeros años de su infancia en esta localidad. Hoy funciona un museo en la casa que perteneció a esta familia Ernesto Guevara Lynch, padre del mencionado personaje.